# Диодот II
Диодот II (на гръцки: Διόδοτος Α' ὁ Σωτήρ; на латински: Diodotos) е цар на Гръко-бактрийското царство през 239 – 235 пр.н.е.

## Биография
Той е син на цар Диодот I и го наследва на трона през 239 пр.н.е. Сключва договор с първия партски крал Аршак I, за да се защитават заедно против Селевкидското царство. Диодот II е смъкнат от узурпатора Евтидем I, сатрап на Согдиана.